# Югослов'янський Революційний Союз
Югослов'янський Революційний Союз — масова революційна організація південних слов'ян, в основному із колишніх військовополонених австро-угорської армії, що діяла в Україні з червня 1917 до березня 1918 року. У складі ЮРС було близько 20 тис. членів. Організацію очолював Центральний комітет на чолі з М. Чанком.